# Sphenolobopsis pearsonii
Sphenolobopsis pearsonii är en bladmossart som först beskrevs av Richard Spruce, och fick sitt nu gällande namn av Rudolf Mathias Schuster. Sphenolobopsis pearsonii ingår i släktet Sphenolobopsis och familjen Anastrophyllaceae. Inga underarter finns listade i Catalogue of Life.